# 巴约-阿默农维尔
巴约-阿默农维尔（法語：Bailleau-Armenonville，法語發音：[bajo aʁmənɔ̃vil]）是法国厄尔-卢瓦省的一个市镇，属于沙特尔区。该市镇于1972年由原市镇巴约苏加拉尔东（Bailleau-sous-Gallardon）和阿默农维尔-莱加蒂诺（Armenonville-les-Gâtineaux）合并而成。

## 地理
巴约-阿默农维尔（48°31'57"N, 1°39'4"E）面积17.46 平方千米，位于法国中央-卢瓦尔河谷大区厄尔-卢瓦省，该省份为法国北部内陆省份，北起顺时针与厄尔省、伊夫林省、埃松省、卢瓦雷省、卢瓦-谢尔省、萨尔特省和奧恩省接壤。
与巴约-阿默农维尔接壤的市镇（或旧市镇、城区）包括：加鎮、苏莱尔、耶默农维尔、伊姆赖、科尔坦维尔。
巴约-阿默农维尔的时区为UTC+01:00、UTC+02:00（夏令时）。

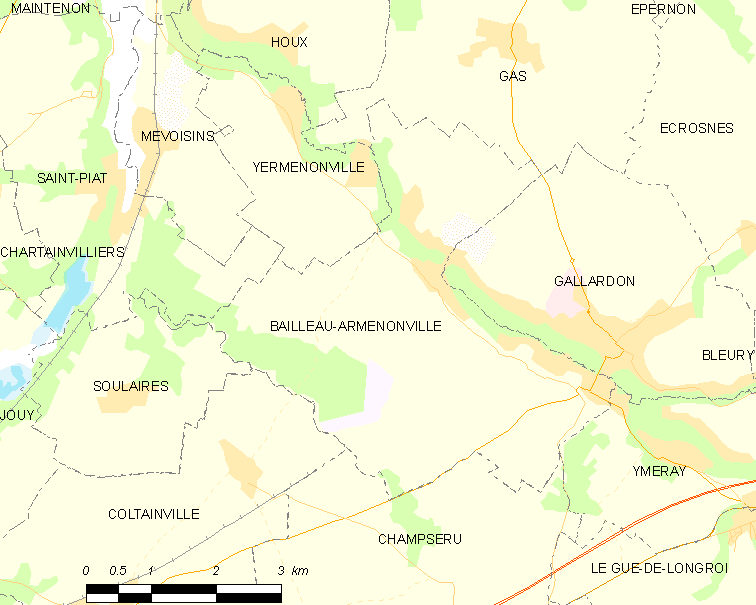
巴约-阿默农维尔的OSM定位图

## 行政
巴约-阿默农维尔的邮政编码为28320，INSEE市镇编码为28023。

## 政治
巴约-阿默农维尔所属的省级选区为欧诺县。

## 人口

1962-2008年间巴约-阿默农维尔人口变化图示

巴约-阿默农维尔于2022年1月1日时的人口数量为1322人。